# Еслінгер Юрій Васильович
Ю́рій Васи́льович Еслі́нгер (нар. 1848 — пом.?) — український педагог, статський радник.

## Життєпис

### Родина
1848 року народився у сім'ї баварського громадянина.
Брат Олександр, баварський громадянин — 1884 року отримав російське підданство і фактично управляв пивними заводами брата.

### Освіта
Закінчив історико-філологічний факультет Імператорського Харківського університету зі званням кандидата.

### Педагогічна праця
8 грудня 1873 року починає викладати предмет Російська мова у Харківській чоловічій прогімназії і переведений інспектором у Бєлгородську чоловічу гімназію.
У Бєлгородській чоловічій гімназії працює виконавцем обов'язків інспектора та одночасно викладає російську і латинську мови у другому класі, виконує обов'язки бібліотекаря і є наставником другого класу в 1875—1882 навчальних роках без чину, у 1882—1883 навчальному році — у чині колезький радник з вислугою з 4 липня 1878 року.
В Острогозькій чоловічій прогімназії працює виконавцем обов'язків директора у 1884—1885 навчальному році, а у 1885—1886 навчальному році — вже у чині статський радник, у 1886—1894 навчальних роках — вже як директор.
У 1894—1896 навчальних роках працює директором чоловічої гімназії та жіночої гімназії міста Златополя.
У 1896—1898 навчальних роках працює інспектором народних училищ Київської, Подільської та Волинської губерній.

### Виробнича діяльність
17 серпня 1881 року викупив Бєлгородську броварню Германа яка була виставлена на торги.
В останній чверті XIX століття у районі Супрунівки побудував невелику броварню.

### Нагороди
- Орден Святої Анни 3 ступеня[29]
- Орден Святого Станіслава 2 ступеня[4].
- Орден Святої Анни 2 ступеня[4].
- Орден Святого Володимира 4 ступеня (1 січня 1896)[4].
- Медаль «У пам'ять царювання імператора Олександра III»[4].

## Сім'я
Дружина ?
Син Володимир (нар. 1874, Острогожськ — пом. 3 листопада 1937, Бутовський полігон) — мешкав: Московська область, Серпухов, 2-а Московська вул., буд. 26. Заарештований як пенсіонер 22 вересня 1937 року. Засуджений: трійкою при УНКВС по Московській області 26 жовтня 1937 року, звинувачення: антирадянська агітація. Розстріляний 3 листопада 1937 року. Місце поховання — місце поховання — Бутовський полігон. Реабілітований 4 травня 1956 року.
Син Олександр (нар. 1876 — пом. 26 липня 1904) — військовий інженер, капітан. 1894 року — юнкер Санкт-Петербурзького Миколаївського інженерного училища, з якого 1897 року випущений по першому розряду у чині підпоручика (з вислугою з 1 серпня 1895 року) у 12 саперний батальйон. 1903 року — поручик Квантунської саперної роти у російському Порт-Артурі. Учасник Російсько-японської війни. Капітан Квантунської саперної роти, керівник оборонних робіт на Дагушані; убитий 26 липня 1904 року при захисті фортеці Порт-Артур.

## Зазначення
1. ↑  Кривцова Виктория Андреевна Развитие гимназического образования в Белгороде во второй половине XIX — начале XX веков. (Исследовательская работа «Олимпиада — 2010»).//Муниципальное общеобразовательное учреждение лицей № 10. Белгород — 2010. С. 10[недоступне посилання з липня 2019](рос.)
2. 1 2 3  ЭССЛИНГЕР Александр Юльевич//Школы военных инженеров в 1701—1960 годах(рос.)
3. 1 2  Лимаров Александр, Кривцова Елена ИСТОРИЯ БЕЛГОРОДСКИХ ПИВЗАВОДОВ//LIVEJOURNAL [Архівовано 18 квітня 2017 у Wayback Machine.](рос.)
4. 1 2 3 4 5 6  Список лиц служащих по ведомству Министерства народного образования на 1897 год. — СПб : типография Министерства внутренних дел, 1896. — С. 615.(рос. дореф.)
5. ↑  4-я Харьковская мужская гимназия. История, администрация, преподаватели, персонал.//Генеалогический форум ВГД [Архівовано 8 грудня 2017 у Wayback Machine.](рос.)
6. ↑  Адрес-Календарь. Общая Роспись начальствующих и прочих должностных лиц в Российской Империи на 1876 год. Часть 1 и 2. Ч. 1 С.438 [Архівовано 2 квітня 2015 у Wayback Machine.](рос. дореф.)
7. ↑  Адрес-Календарь. Общая Роспись начальствующих и прочих должностных лиц в Российской Империи на 1877 год. Часть 1 и 2. Ч. 1 С. 442 [Архівовано 2 квітня 2015 у Wayback Machine.](рос. дореф.)
8. ↑  Адрес-Календарь. Общая Роспись начальствующих и прочих должностных лиц в Российской Империи на 1878 год. Часть 1 и 2. Ч. 1 С. 436 [Архівовано 2 квітня 2015 у Wayback Machine.](рос. дореф.)
9. ↑  Адрес-Календарь. Общая Роспись начальствующих и прочих должностных лиц в Российской Империи на 1879 год. Часть 1 и 2. Ч. 1 С. 454 [Архівовано 10 травня 2017 у Wayback Machine.](рос. дореф.)
10. ↑  Адрес-Календарь. Общая Роспись начальствующих и прочих должностных лиц в Российской Империи на 1880 год. Часть 1 и 2. Ч. 1 С. 458 [Архівовано 10 травня 2017 у Wayback Machine.](рос. дореф.)
11. ↑  Адрес-Календарь. Общая Роспись начальствующих и прочих должностных лиц в Российской Империи на 1881 год. Часть 1 и 2. Ч. 1 С. 454 [Архівовано 22 жовтня 2016 у Wayback Machine.](рос. дореф.)
12. ↑  Адрес-Календарь. Общая Роспись начальствующих и прочих должностных лиц в Российской Империи на 1882 год. Часть 1 и 2. Ч. 1 С. 447 [Архівовано 22 жовтня 2016 у Wayback Machine.](рос. дореф.)
13. ↑  Адрес-Календарь. Общая Роспись начальствующих и прочих должностных лиц в Российской Империи на 1883 год. Часть 1 и 2. Ч. 1 С. 448 [Архівовано 22 жовтня 2016 у Wayback Machine.](рос. дореф.)
14. ↑  Адрес-Календарь. Общая Роспись начальствующих и прочих должностных лиц в Российской Империи на 1885 год. Часть 1 и 2. Ч. 1 С. 440 [Архівовано 22 жовтня 2016 у Wayback Machine.](рос. дореф.)
15. ↑  Адрес-Календарь. Общая Роспись начальствующих и прочих должностных лиц в Российской Империи на 1886 год. Часть 1 и 2. Ч. 1 С. 437 [Архівовано 22 жовтня 2016 у Wayback Machine.](рос. дореф.)
16. ↑  Адрес-Календарь. Общая Роспись начальствующих и прочих должностных лиц в Российской Империи на 1887 год. Часть 1 и 2. Ч. 1 С. 433 [Архівовано 22 жовтня 2016 у Wayback Machine.](рос. дореф.)
17. ↑  1888. Адрес-Календарь. Общая роспись начальствующих и прочих должностных лиц по всем управлениям в Российской Империи, часть 1 и 2. Ч. 1 С. 432 [Архівовано 22 жовтня 2016 у Wayback Machine.](рос. дореф.)
18. ↑  1889. Адрес-календарь. Общая роспись начальствующих и прочих должностных лиц по всем управлениям в Российской Империи, часть 1 и 2. Ч. 1 С. 426 [Архівовано 22 жовтня 2016 у Wayback Machine.](рос. дореф.)
19. ↑  Адрес-календарь Российской Империи. (часть 1 и 2). Ч. 1 С. 427 [Архівовано 10 квітня 2011 у Wayback Machine.](рос. дореф.)
20. ↑  Адрес-календарь. Общая роспись начальствующих и прочих должностных лиц по всем управлениям в Российской Империи, часть 1 и 2. Ч. 1 С. 423 [Архівовано 22 жовтня 2016 у Wayback Machine.](рос. дореф.)
21. ↑  Адрес-календарь. Общая роспись начальствующих и прочих должностных лиц по всем управлениям в Российской Империи на 1892 год, часть 1 и 2. Ч. 1 С. 413 [Архівовано 22 жовтня 2016 у Wayback Machine.](рос. дореф.)
22. ↑  Адрес-календарь. Общая роспись начальствующих и прочих должностных лиц по всем управлениям в Российской Империи на 1893 год, часть 1 и 2. Ч. 1 С. 548 [Архівовано 22 жовтня 2016 у Wayback Machine.](рос. дореф.)
23. ↑  Адрес-Календарь. Общая Роспись начальствующих и прочих должностных лиц по всем управлениям в Российской Империи на 1894 год. Часть 1 и 2. Ч. 1 С. 551 [Архівовано 22 жовтня 2016 у Wayback Machine.](рос. дореф.)
24. ↑  Адрес-Календарь. Общая Роспись начальствующих и прочих должностных лиц по всем управлениям в Российской Империи на 1895 год. Часть 1 и 2. Ч. 1 С. 535 [Архівовано 2 лютого 2017 у Wayback Machine.](рос. дореф.)
25. ↑  Адрес-Календарь. Общая Роспись начальствующих и прочих должностных лиц по всем управлениям в Российской Империи на 1896 год. Часть 1 и 2. Ч. 1 С. 544 [Архівовано 20 грудня 2016 у Wayback Machine.](рос. дореф.)
26. ↑  Адрес-Календарь. Общая Роспись начальствующих и прочих должностных лиц по всем управлениям в Российской Империи на 1897 год. Часть 1 и 2. Ч. 1 С. 212 [Архівовано 20 грудня 2016 у Wayback Machine.](рос. дореф.)
27. ↑  Адрес-Календарь. Общая Роспись начальствующих и прочих должностных лиц по всем управлениям в Российской Империи на 1898 год. Часть 1 и 2. Ч. 1 С. 218 [Архівовано 26 лютого 2015 у Wayback Machine.](рос. дореф.)
28. ↑  БЕЛГОРОДСКИЙ ПИВЗАВОД. АРХИТЕКТУРА.//LIVEJOURNAL [Архівовано 6 квітня 2017 у Wayback Machine.](рос.)
29. ↑  Кривцова Виктория Андреевна Развитие гимназического образования в Белгороде во второй половине XIX — начале XX веков. (Исследовательская работа «Олимпиада — 2010»).//Муниципальное общеобразовательное учреждение лицей № 10. Белгород — 2010. С. 11[недоступне посилання з липня 2019](рос.)
30. ↑  Жертвы политического террора в СССР.//Мемориал [Архівовано 8 травня 2017 у Wayback Machine.](рос.)
31. ↑  Рашевский Сергей Александрович Дневник полковника С. А. Рашевского. Именной указатель. Літера Э [Архівовано 3 липня 2018 у Wayback Machine.](рос.)